# Zamarada
Zamarada is een geslacht van vlinders uit de onderfamilie Ennominae van de spanners (Geometridae).

## Soorten
- Z. acalantis Herbulot, 2001
- Z. acerata Pierre-Baltus, 1983
- Z. aclea Prout, 1912
- Z. aclys Fletcher D. S., 1974
- Z. acosmeta Prout, 1921
- Z. acrochra Prout, 1928
- Z. acrochroa Prout, 1928
- Z. adiposata (Felder & Rogenhofer, 1875)
- Z. adumbrata Fletcher D. S., 1974
- Z. aegrotans Herbulot, 1979
- Z. aequilumata Fletcher D. S., 1974
- Z. aerata Fletcher D. S., 1974
- Z. aglae Oberthür, 1912
- Z. amelga Fletcher D. S., 1974
- Z. amicta Prout, 1915
- Z. amymone Prout, 1934
- Z. anacantha Fletcher D. S., 1974
- Z. angustimargo Warren, 1901
- Z. anna Fletcher D. S., 1974
- Z. ansorgei Warren, 1897
- Z. antimima Fletcher D. S., 1974
- Z. apicata Herbulot, 1983
- Z. arguta Fletcher D. S., 1974
- Z. ariste Fletcher D. S., 1974
- Z. ascaphes Prout, 1925
- Z. astales Fletcher D. S., 1974
- Z. astyphela Fletcher D. S., 1974
- Z. auratisquama Warren, 1897
- Z. aureomarginata Pagenstecher, 1907
- Z. aurolineata Gaede, 1915
- Z. azona Herbulot, 1983
- Z. baliata Felder, 1974
  - = Zamarada translucida Moore, 1887
- Z. bamenda Herbulot, 1975
- Z. bastelbergeri Gaede, 1915
- Z. bathyscaphes Prout, 1912
- Z. bernardii Fletcher D. S., 1974
- Z. bicuspida Fletcher D. S., 1974
- Z. bilobata Fletcher D. S., 1974
- Z. bonaberiensis Strand, 1915
- Z. brevidens Pierre-Baltus, 1983
- Z. calypso Prout, 1926
- Z. candelabra Fletcher D. S., 1974
- Z. canina Herbulot, 1983
- Z. carcassoni Fletcher D. S., 1974
- Z. cathetus Fletcher D. S., 1974
- Z. catori Bethune-Baker, 1913
- Z. cautela Fletcher D. S., 1974
- Z. cepa Fletcher D. S., 1974
- Z. cinereata Fletcher D. S., 1974
- Z. cinnamomata Fletcher D. S., 1978
- Z. clavigera Fletcher D. S., 1974
- Z. clementi Herbulot, 1975
- Z. clenchi Fletcher D. S., 1974
- Z. clio Oberthür, 1912
- Z. collarti Debauche, 1938
- Z. consecuta Prout, 1922
- Z. consummata Fletcher D. S., 1974
- Z. corroborata Herbulot, 1954
- Z. corymbophora Fletcher D. S., 1974
- Z. crenulata Fletcher D. S., 1974
- Z. crystallophana Mabille, 1900
- Z. cucharita Fletcher D. S., 1974
- Z. cydippe Herbulot, 1954
- Z. chrysopa Fletcher D. S., 1974
- Z. chrysothyra Hampson, 1909
- Z. dargei Fletcher D. S., 1974
- Z. dasysceles Fletcher D. S., 1974
- Z. dearmata Herbulot, 1997
- Z. deceptrix Warren, 1914
- Z. decrepita 2002
- Z. deformata Fletcher D. S., 1974
- Z. delosis Fletcher D. S., 1974
- Z. delta Fletcher D. S., 1974
- Z. densisparsa Prout, 1922
- Z. dentata Fletcher D. S., 1958
- Z. denticatella Prout, 1922
- Z. denticulata Fletcher, 1974
- Z. dentigera Warren, 1909
- Z. dialitha Fletcher D. S., 1974
- Z. differens Bastelberger, 1907
- Z. dilata Fletcher D. S., 1974
- Z. dilucida Warren, 1909
- Z. dione Fletcher D. S., 1974
- Z. disparata Fletcher D. S., 1974
- Z. dolorosa Fletcher D. S., 1974
- Z. dorsiplaga Prout, 1922
- Z. dyscapna Fletcher D. S., 1974
- Z. effa Pierre-Baltus, 2000
- Z. ekphysis Fletcher D. S., 1974
- Z. elonga Pierre-Baltus, 1983
- Z. emaciata Fletcher D. S., 1974
- Z. enippe Prout, 1921
- Z. eogenaria Snellen, 1883
- Z. episema Fletcher D. S., 1974
- Z. erato Oberthür, 1912
- Z. eroessa Prout, 1915
- Z. erosa Fletcher D. S., 1974
- Z. erugata Fletcher D. S., 1974
- Z. eryma Fletcher D. S., 1974
- Z. eucharis (Drury, 1782)
- Z. euerces Prout, 1928
- Z. euphrosyne Oberthür, 1912
- Z. eurygnathus Fletcher D. S., 1974
- Z. euryscaphes Prout, 1915
- Z. euterpina Oberthür, 1912
- Z. excavata Bethune-Baker, 1913
- Z. excisa Hampson, 1891
- Z. exigua Fletcher D. S., 1974
- Z. fallaciosa Herbulot, 1979
- Z. ferruginata Fletcher D. S., 1974
- Z. fessa Prout, 1912
- Z. fibulata Fletcher D. S., 1974
- Z. flavicaput Warren, 1901
  - = Zamarada pyrocincta Hampson, 1910
- Z. flavicosta Warren, 1897
- Z. fletcheri Herbulot, 1975
- Z. fontaineae Herbulot, 1997
- Z. fugax Warren, 1902
- Z. fumosa Gaede, 1915
- Z. fusticula Fletcher D. S., 1974
- Z. gaedei Fletcher D. S., 1974
- Z. gamma Fletcher D. S., 1958
- Z. geitaina Fletcher D. S., 1974
- Z. glareosa Bastelberger, 1909
- Z. gracilata Fletcher D. S., 1974
- Z. granti Herbulot, 1990
- Z. griseola Fletcher D. S., 1974
- Z. griveaudi Fletcher D. S., 1974
- Z. hemimeres 1915
- Z. herbuloti Fletcher D. S., 1974
- Z. hero Prout, 1921
- Z. hombergi Herbulot, 1981
- Z. hyalinaria (Guenée, 1857)
- Z. ignicosta Prout, 1912
- Z. ilaria Swinhoe, 1904
- Z. ilma Prout, 1922
- Z. incompta Fletcher D. S., 1974
- Z. indicata Fletcher D. S., 1974
- Z. inermis Fletcher D. S., 1974
- Z. intacta Herbulot, 1979
- Z. iobathra Prout, 1932
- Z. ioura Pierre-Baltus, 1983
- Z. ixiaria Swinhoe, 1904
- Z. janata Fletcher D. S., 1974
- Z. jansei Fletcher D. S., 1974
- Z. justa Herbulot, 1979
- Z. ka Pierre-Baltus, 1983
- Z. kala Herbulot, 1975
- Z. karischi Herbulot, 1998
- Z. keraia Fletcher D. S., 1974
- Z. kiellandi Aarvik & Bjørnstad, 2007
- Z. kompsotes Fletcher D. S., 1974
- Z. labifera Prout, 1915
- Z. labrys Fletcher D. S., 1974
- Z. laciniata Fletcher D. S., 1974

- Z. lanceolata Fletcher D. S., 1974
- Z. latilimbata Rebel, 1948
- Z. latimargo Warren, 1897
- Z. leona Gaede, 1915
- Z. lepta Fletcher D. S., 1974
- Z. lequeuxi Herbulot, 1983
- Z. lima Fletcher D. S., 1974
- Z. loangensis Sircoulomb, 2008
- Z. loleza Aarvik & Bjørnstad, 2007
- Z. longidens Fletcher D.S., 1963
- Z. lope Pierre-Baltus, 2000
- Z. lophobela Fletcher D. S., 1974
- Z. lorana Pierre-Baltus, 2006
- Z. mackanga Pierre-Baltus, 2000
- Z. manifesta Fletcher D. S., 1974
- Z. mashariki Aarvik & Bjørnstad, 2007
- Z. mckameyi Aarvik & Bjørnstad, 2007
- Z. melanopyga Herbulot, 1954
- Z. melasma Fletcher D. S., 1974
- Z. melpomene Oberthür, 1912
- Z. merga Fletcher D. S., 1974
- Z. mesotaenia Prout, 1931
- Z. metallicata Warren, 1914
- Z. metrioscaphes Prout, 1912
- Z. micropomene Aarvik & Bjørnstad, 2007
- Z. mimesis Fletcher D. S., 1974
- Z. minimaria Swinhoe, 1895
- Z. miranda Fletcher D. S., 1974
- Z. modesta Herbulot, 1985
- Z. montana Herbulot, 1979
- Z. mpassae Pierre-Baltus, 1983
- Z. musomae Aarvik & Bjørnstad, 2007
- Z. nasuta Warren, 1897
- Z. ndogo Aarvik & Bjørnstad, 2007
- Z. nesiotica Fletcher, 1974
- Z. nigrapex Herbulot, 1981
- Z. ochrata Warren, 1902
- Z. odontis Pierre-Baltus, 2000
- Z. odontophora Fletcher D. S., 1974
- Z. onycha Fletcher D. S., 1974
- Z. opala Carcasson, 1964
- Z. ordinaria Bethune-Baker, 1913
  - = Zamarada medianata Prout, 1915
- Z. ostracodes Fletcher D. S., 1974
- Z. oxybeles Fletcher D. S., 1974
- Z. paxilla Fletcher D. S., 1974
- Z. pelobasis Fletcher D. S., 1974
- Z. penthesis Fletcher D. S., 1974
- Z. perlepidata (Walker, 1863)
  - = Zamarada exquisita Warren, 1909
- Z. phaeozona Hampson, 1909
- Z. phoenopasta Fletcher D. S., 1974
- Z. phratra Fletcher D. S., 1978
- Z. phrontisaria Swinhoe, 1904
- Z. pinheyi Fletcher D. S., 1956
- Z. plana Bastelberger, 1909
- Z. platycephala Fletcher D. S., 1974
- Z. polyctemon Prout, 1932
- Z. principis Herbulot, 1958
- Z. pringlei Fletcher D. S., 1974
- Z. prionotos Fletcher D. S., 1974
- Z. pristis Fletcher D. S., 1974
- Z. prolata Fletcher D. S., 1974
- Z. protrusa Warren, 1897
- Z. psammites Fletcher D. S., 1958
- Z. psectra Fletcher D. S., 1974
- Z. psi Fletcher D. S., 1974
- Z. pulverosa Warren, 1895
- Z. purimargo Prout, 1912
- Z. quadriplaga Pierre-Baltus, 2005
- Z. radula Fletcher D. S., 1974
- Z. reflexaria (Walker, 1863)
- Z. regularis Fletcher D. S., 1974
- Z. rhamphis Fletcher D. S., 1974
- Z. rhodina Pierre-Baltus, 1983
- Z. ruandana Herbulot, 1983
- Z. rubrifascia Pinhey, 1962
- Z. rufilinearia Swinhoe, 1904
- Z. rupta Fletcher D. S., 1974
- Z. saburra Fletcher D. S., 1974
- Z. sagitta Fletcher D. S., 1974
- Z. sahelica Herbulot, 1989
- Z. scintillans Bastelberger, 1909
- Z. scriptifasciata Walker, 1862
- Z. schalida Fletcher D. S., 1974
- Z. secutaria (Guenée, 1858)
- Z. setosa Fletcher D. S., 1974
- Z. seydeli Fletcher D. S., 1974
- Z. shoa 2002
- Z. sicula Fletcher D. S., 1974
- Z. similis Fletcher D. S., 1974
- Z. sinecalcarata Fletcher D. S., 1974
- Z. strigilecula Fletcher D. S., 1974
- Z. subincolaris Gaede, 1915
- Z. subinterrupta Gaede, 1915
- Z. suda Fletcher D. S., 1974
- Z. symmetra Fletcher, 1974
- Z. terpsichore Oberthür, 1912
  - = Zamarada perpepidata Prout, 1915
- Z. thalia Oberthür, 1912
- Z. tomensis Pierre-Baltus, 2005
- Z. torrida Fletcher D. S., 1974
- Z. tortura Fletcher D. S., 1974
- Z. tosta Fletcher D. S., 1974
- Z. toulgoeti Herbulot, 1979
- Z. townsendi Fletcher D. S., 1974
- Z. transvisaria (Guenée, 1858)
- Z. triangularis Gaede, 1915
- Z. tricuspida Fletcher D. S., 1974
- Z. tristriga Aarvik & Bjørnstad, 2007
- Z. tristrigoides Aarvik & Bjørnstad, 2007
- Z. tullia Oberthür, 1913
- Z. ucata Fletcher, 1974
- Z. ucatoides 1993
- Z. umbra Pierre-Baltus, 2006
- Z. undimarginata Warren, 1897
- Z. unisona Fletcher D. S., 1974
- Z. urania Oberthür, 1912
- Z. usambarae Aarvik & Bjørnstad, 2007
- Z. usondo Aarvik & Bjørnstad, 2007
- Z. uzungwae Aarvik & Bjørnstad, 2007
- Z. varii Fletcher D. S., 1974
- Z. variola Fletcher D. S., 1974
- Z. vidua Herbulot, 1979
- Z. viettei Fletcher D. S., 1974
- Z. vigilans Prout, 1915
- Z. vintejouxi Herbulot, 1989
- Z. volsella Fletcher D. S., 1974
- Z. vulpina Warren, 1897
- Z. weberi Fletcher D. S., 1974
- Z. xyele Fletcher D. S., 1974
- Z. xystra Fletcher D. S., 1974